# James Squillante
James „Jimmy“ Squillante alias Jerome Squillante, Vincent Squillante oder Jimmy Jerome (* 7. Juni 1919; † vermutlich 23. September 1960) war ein US-amerikanischer Mobster. Er war Angehöriger der Cosa Nostra in New York City.
Squillante wurde häufig als king of the garbage collection racket (englisch „König des Abfallwirtschaftsverbrechen“) bezeichnet und gehörte zu den Auftragsmördern von Albert Anastasia und ist somit der später als Gambino-Familie klassifizierten Gruppe zuzurechnen.

## Leben
Vincent war der Sohn von Luigi Squillante und Bedelia Alberti; er hatte einen Bruder namens Nunzio und sieben Schwestern. 1949 heiratete er Theresa Scialabba, mit der er eine Tochter hatte, die sie nach seiner Mutter Bedellia benannten. Allerdings trennte er sich 1951 von seiner Frau und heiratete Olivia Hughes, mit der er zwei weitere Töchter – Donna und Olivia – hatte.
Die Infiltration der Müllwerker („labor racketeering“) durch die Mobster in New York City verlief parallel zu der Entwicklung bei der Teamsters-Gewerkschaft insgesamt – zu der die Müllwerker gehörten – und begann bereits 1955, als sich die Müllwerker über das „Local 813“ der Gewerkschaft organisierten. Treibende Kraft im Hintergrund war Squillante.
1963 legte der Pentito Joe Valachi die Rolle von Squillante offen; demnach soll Squillante an der Ermordung von Clanboss Frank „Don Cheech“ Scalise beteiligt gewesen sein. Außerdem soll er auch – zusammen mit sieben weiteren Beteiligten – dessen Bruder Joe am 7. September 1957 in dessen Haus umgebracht haben, weil dieser für den Tod seines Bruders Rache geschworen hatte und nicht davon ablassen wollte. Die zerstückelte Leiche wurde durch Müllwagen abtransportiert und beseitigt.
Irgendwann im September 1960 verliert sich auch jede Spur von Jimmy Squillante; angeblich wurde er am 23. September erschossen und in einem Schrottauto zusammengepresst mit diesem in einem Stahlofen eingeschmolzen. Offenbar befürchteten führende Mafiosi, Squilante werde einen anstehenden Gerichtsprozess nicht durchstehen und beseitigten das potenzielle Risiko.

## Weiteres
1975 soll der Gewerkschaftsfunktionär der Teamsters Jimmy Hoffa – so eine der gängigen Thesen – auf ähnliche Weise 'entsorgt' worden sein. Von beiden Leichen fehlt bis heute jede Spur.